# Membrana basilar
La fibra basilar es una membrana situada en el interior de la cóclea. Es la responsable de la respuesta en frecuencia del oído humano.
Esto se debe a que la membrana basilar varía en masa y rigidez a lo largo de toda su longitud, con lo que su frecuencia de resonancia no es la misma en todos los puntos:
- En el extremo más  próximo a la ventana oval y al tímpano, la membrana es rígida y gruesa, por lo que su frecuencia de resonancia es alta (para tonos agudos).
- Por el contrario, en el extremo más distante, la membrana basilar es delgada y flexible, con lo que su resonancia es baja frecuencia (para tonos graves).

El margen de frecuencias de resonancia disponible en la membrana basilar determina la respuesta en frecuencia del oído humano, las audiofrecuencias que van desde los 20 Hz hasta los 20 kHz. Dentro de este margen de audiofrecuencias, la zona de mayor sensibilidad del oído humano se encuentra en los 1000 y los 5000 Hz. (Lo que explica por qué el oído humano tiene mayor sensibilidad frente a los tonos agudos.
La respuesta en frecuencia del oído humano (20 - 20 000 Hz), permite que seamos capaces de tolerar un rango dinámico que va desde los 0 db (umbral de audición) a los 120 dB (umbral de dolor)
Aunque es la membrana basilar la que analiza las frecuencias, las células capaces de decodificar esta información y enviarla al cerebro, no se encuentran ahí, sino que están en el órgano de Corti.
El movimiento de la membrana basilar empuja al órgano de Corti sobre la membrana tectorial. Esta presión estimula de forma diferencial (en función de la frecuencia de resonancia de cada punto de la membrana basilar) a las células del órgano de Corti. Estas células interpretan la información y segregan una sustancia química que se transforma en los impulsos eléctricos que los nervios auditivos llevan al cerebro.